# Francesco Calasso
Francesco Calasso (Lecce, 9 luglio 1904 – Roma, 10 febbraio 1965) è stato un giurista italiano, uno dei più importanti studiosi del diritto comune.

## Biografia
Avvocato e docente universitario, dal 1955 fino alla morte fu preside della Facoltà di Giurisprudenza dell'Università "La Sapienza" di Roma.
Nel 1944, a Firenze, fu condannato a morte dai tedeschi, insieme ad altri due noti intellettuali fiorentini antifascisti, come rappresaglia per l'uccisione di Giovanni Gentile da parte di un commando di GAP comunisti. L'eccidio fu evitato grazie all'intercessione della famiglia di Gentile stesso, che chiese ai tedeschi che l'assassinio del filosofo non fosse vendicato con nessuna ritorsione.
Considerato uno dei massimi esperti della sua materia, fu socio dell'Accademia dei Lincei, dell'Accademia toscana di scienze e lettere La Colombaria e delle deputazioni di storia patria della Toscana e della Puglia. Fu direttore della Rivista italiana per le scienze giuridiche, e fondò nel 1957 gli Annali di storia del diritto.
Nel 1964 fu insignito dell'onorificenza di Grande Ufficiale dell'Ordine al Merito della Repubblica Italiana.
A lui è dedicato l'Istituto d'istruzione secondaria superiore "Francesco Calasso" di Lecce.

## Vita privata
Sposò Melisenda Codignola, figlia del pedagogista Ernesto Codignola. Dal matrimonio nacquero Gian Pietro Calasso, Roberto Calasso e Giovanna (Vanna) Calasso.